# Pic-Pic
Pic-Pic (Piccard-Pictet, Піккар-Пікте) — з 1906 року швейцарський виробник автомобілів. Штаб-квартира розташована в місті Женева. У 1921 році компанію купує фірма Ateliers des Charmilles SA. У 1924 році компанія припинила виробництво автомобілів.

## Поль Піккар та Люсьєн Пікте
Поль Піккар народився в травні 1844 року, в 20-річному віці він йде вчитися в технічний університет Цюриха, після закінчення якого отримує диплом інженера, якийсь час він практикував в Берні і Парижі, але 1869 році знову вступає до університету, цього разу в Лозанну, де отримує ступінь професора машинобудування. У 1872 році він залишає університет і йде працювати директором у фірму Жюля Фаєша — Faesch & Cie, в 1884 році фірма починає займатися виробництвом турбін для електростанцій, причому стала вона одним з лідерів в цій справі, оскільки в 1891 році виграє тендер на будівництво гідроелектростанції на р. Ніагара. Старший брат Поля Піккара був відомим хіміком в харчовій і фармацевтичній галузях, наприклад, він відкрив нуклеїн (завдяки чому розвинулися дослідження в області ДНК). Незабаром після приходу в компанію Піккар стає співвласником підприємства, яке перейменовується в Faesch, Piccard & Cie.
У 1893 році в фірму на посаду інженера приходить Люсьєн Пікте, виходець із старовинного швейцарського роду, який вів свій родовід аж з 14 століття. Один з предків Люсьєна отримав в 1809 році від Олександра Першого велику ділянку неподалік від Одеси, де почав першим у Росії вирощувати овець-мериносів. Люсьєн був рівно на 20 років молодший від Поля Піккара, він також закінчив механічний інститут в Цюриху за частиною гідроенергетики, і до приходу в компанію встиг попрацювати у фірмах Escher, Wyss & Cie і Ateliers de Constructions Mécaniques de Vevey. У 1895 році помирає засновник фірми — Жюль Фаєш, Піккар вирішує відкрити свою справу і, взявши в напарники Люсьєна Пікте, засновують товариство Piccard-Pictet, через три роки товариство переформується у фірму Piccard-Pictet & Cie, яке будувало турбіни і механізми високої точності.

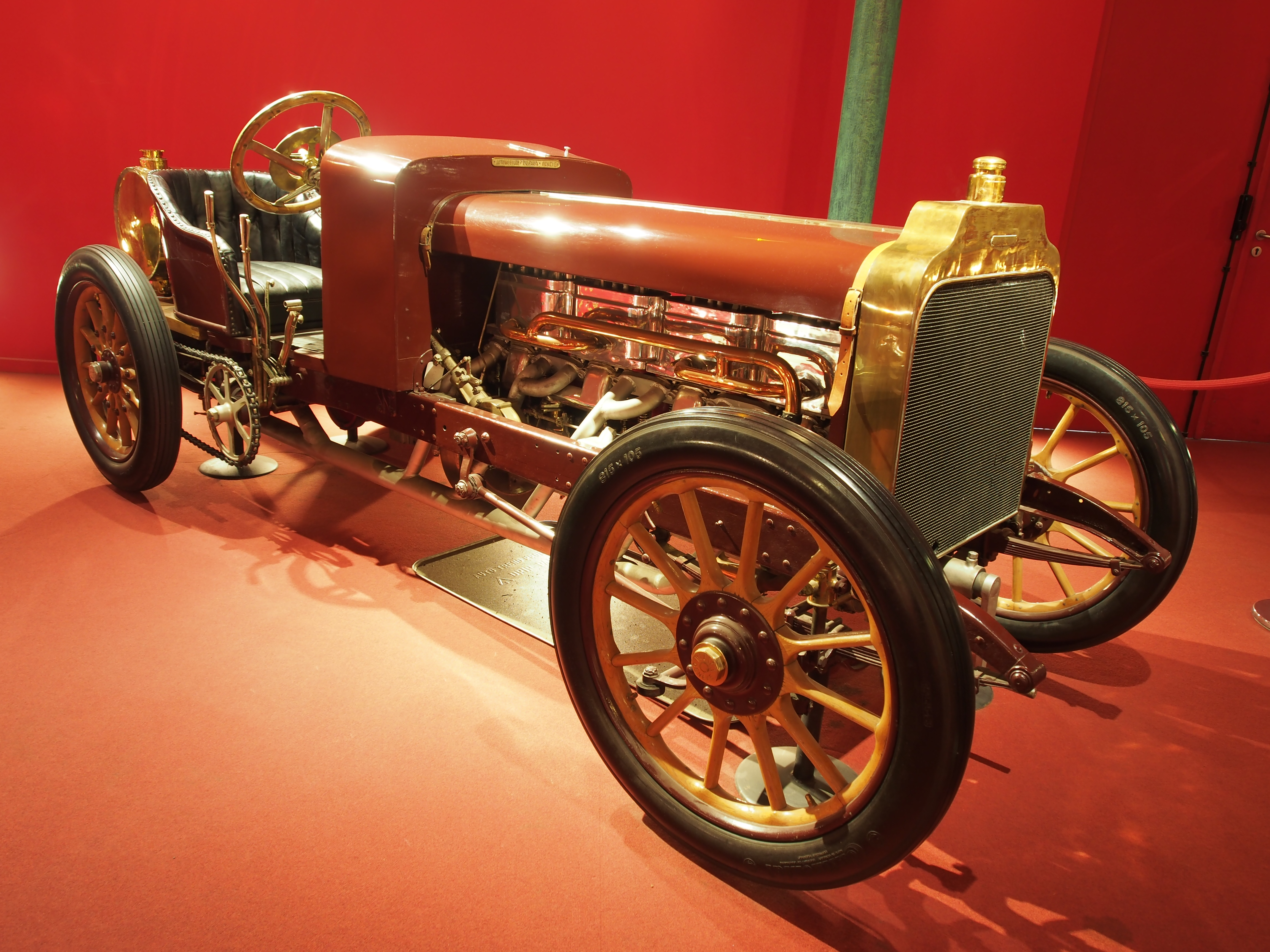
Dufaux 100/120PS Biplace Course

У 1904 році два брати-французи Шарль і Фредерік Дюфо приходять на завод Piccard-Pictet з проханням виготовити за їхніми ескізами мотор для гоночного автомобіля, на якому вони планували взяти участь в гонках на Кубок Гордона Беннета. Автомобіль, побудований братами Дюфо, мав 8 циліндрів при об'ємі в 12.8 л, потужність дорівнювала 120 к.с., а швидкість розвивалася цілих 140 км/год, проте ця машина не змогла взяти участь у перегонах, оскільки незадовго перед стартом машина пошкодила колесо і не змогла стартувати.

## Заснування компанії. Автомобілі SAG
У 1904 році Пікте, бачачи опір з боку Піккара, який вважав автомобілі дрібничками для нуворишів і що виробництво автомобілів призведе до загибелі фірми, бере участь у створенні нової компанії — Société d'Automobiles de Genève, ініціатором проекту був Едвін Шварценбах — голова спілки банків Швейцарії. У 1906 році компанія починає продавати автомобілі під маркою SAG, штаб квартира компанії перебувала в Цюриху, однак виробництвом автомобілів займалося акціонерне товариство Ateliers Piccard-Pictet & Cie (в 1906 році женевська фірма реорганізувалася і перейменувалася). Спочатку компанією Société d'Automobiles de Genève було вирішено скористатися вже готовими напрацюваннями, вибір припав на іспанську фірму Hispano-Suiza, в якій головним інженером працював швейцарець Марк Біркігт. Пікте, який був на посаді виконавчого директора в новій компанії, особисто їздив до Іспанії в серпні 1905 року для підписання угоди.

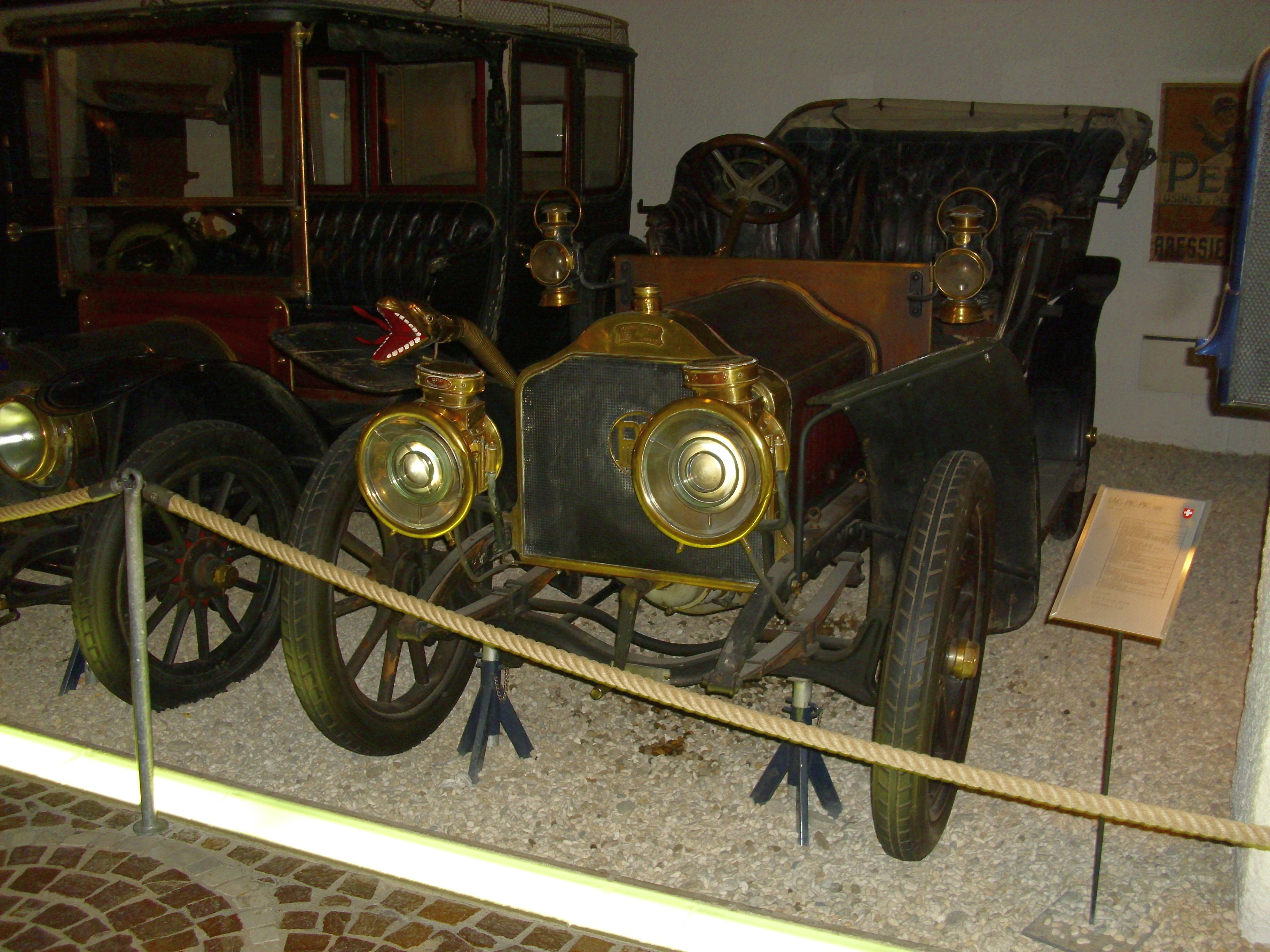
SAG 40/50HP Touring

У підсумку в 1906 році на ринок виводиться три 4-циліндрових моделі: 12/16HP, 20/24HP 3.8 л і 40/50HP з 6.9 л мотором, ці автомобілі поставлялися клієнтам у вигляді шасі з механічною начинкою, кузов залишався головною проблемою замовника. Хоча основна маса місцевих клієнтів користувалися послугами Carrosserie Gangloff, клієнти з Цюриха вибирали Carrosserie Geissberger.

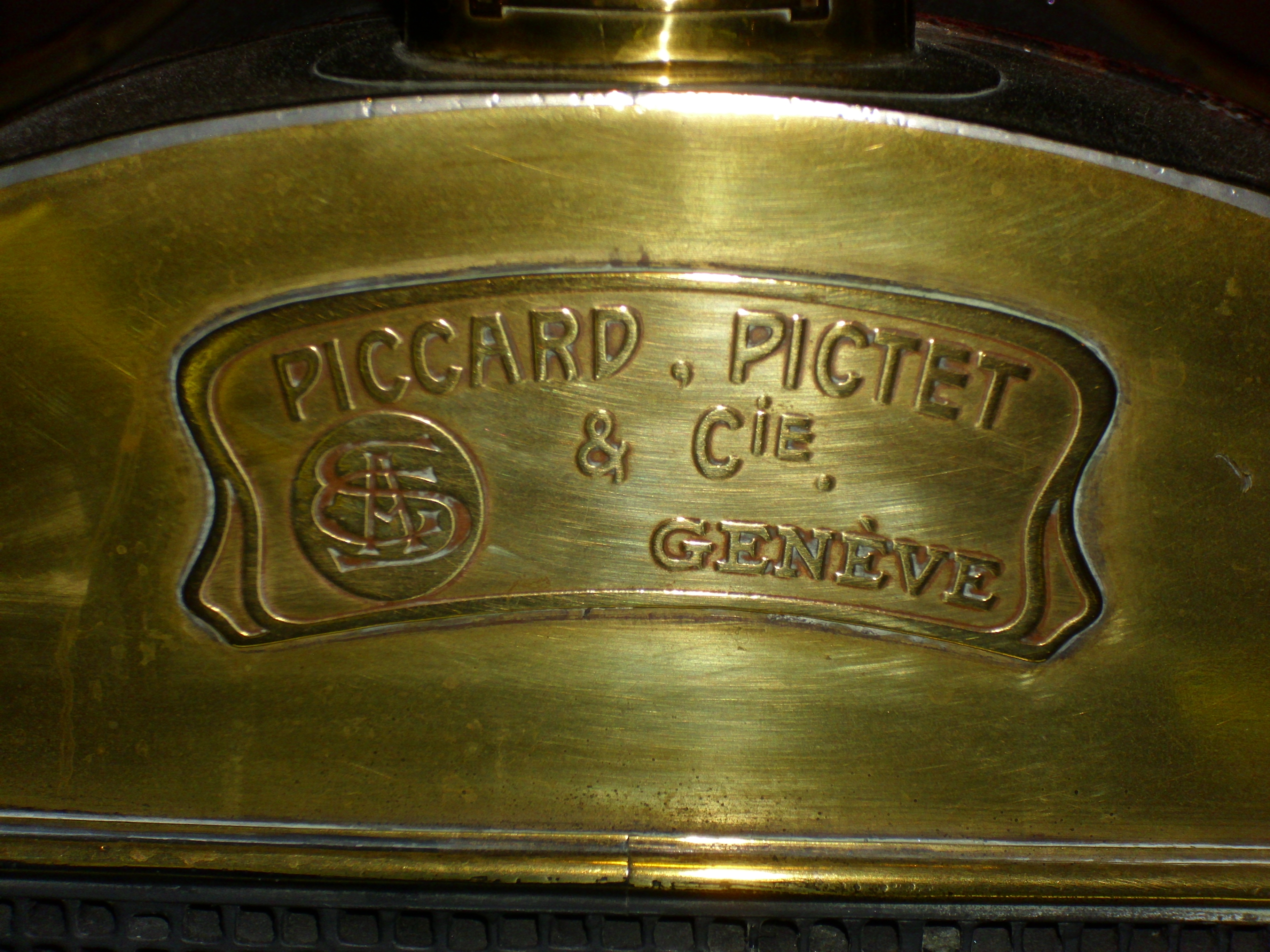
Логотип SAG

У 1907 році з'являється перша 6-циліндрова модель 28/40НР з 5.6л двигуном, вперше представлена на автосалоні в Парижі, технічно це був той же Hispano-Suiza. В цей же час машини починають поставлятися в Англію, де їх представляла фірма Donne & Williams Limited, проте там їх продавали не під маркою SAG, а під назвою Piccard-Pictet, причому в Англії придумується логотип марки, який скорочують до Pic-Pic, плюс «Kopalapso» (кузовобудівне відділення Donne & Williams Limited) малює образ радіатора, який стає візитною карткою марки до самого кінця. Автомобілі, побудовані на базі Hispano-Suiza, не могли не брати участь в автоспорті, так в Англії на цих машинах цілком успішно ганяли на трасі Брукландс, в 1908 році один Pic-Pic взяв участь у Турист Трофі на острові Мен. Там автомобіль зійшов з шостого кола (всього їх було дев'ять), не менш успішно машини гірської країни брали участь в гонках по сходженню на пагорб, вигравши призові місця в Вогезах (Балон Ельзас), Берні (Журніжель) і Жон Пасс.

## Автомобілі Pic-Pic

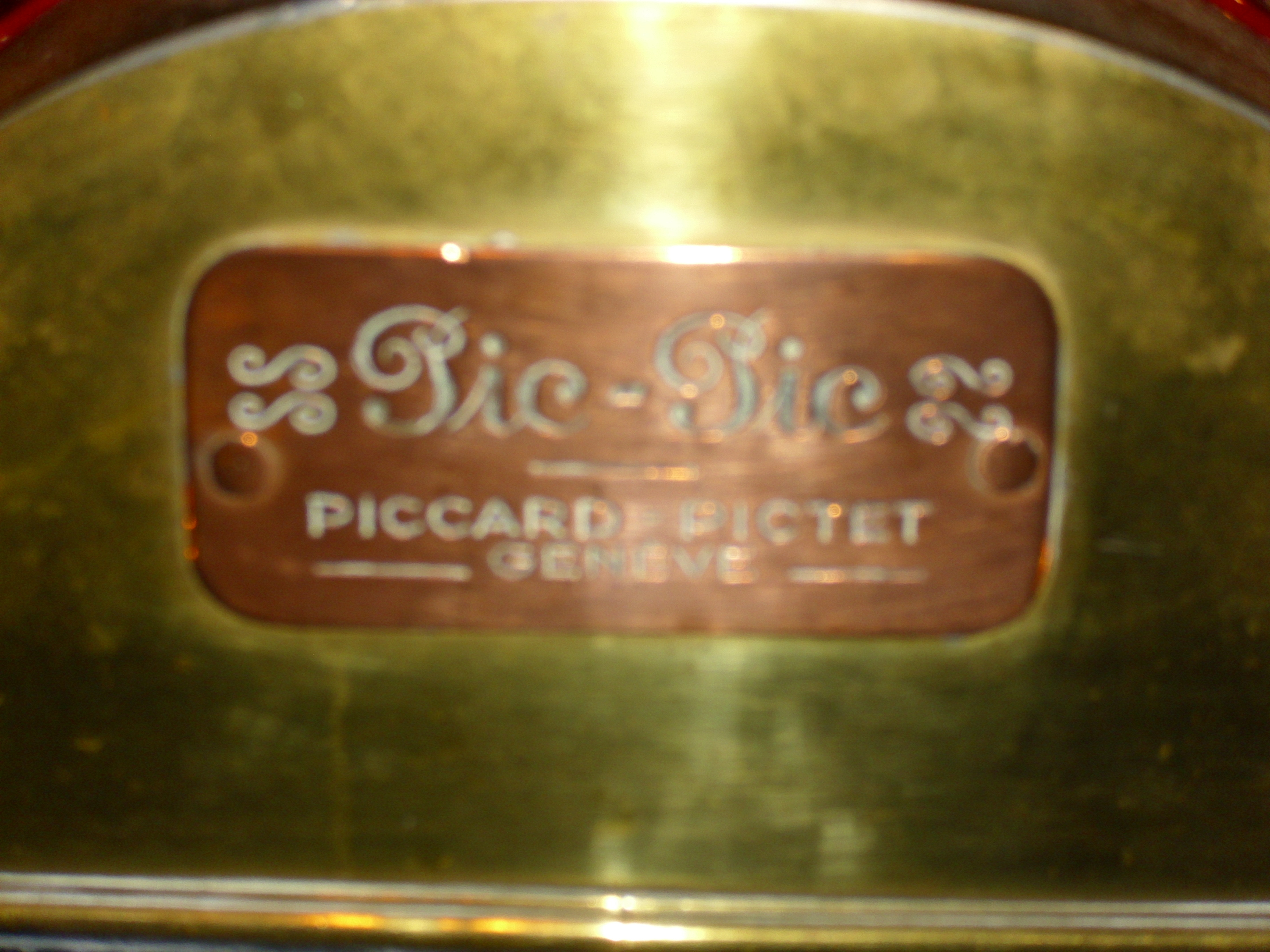
Логотип Pic-Pic

За три роки підприємство продало 165 автомобілів, проте бізнес не був прибутковий, і в кінцевому підсумку в січні 1910 року Ateliers Piccard-Pictet & Cie викуповує бізнес компанії SAG, з цього моменту і на інші ринки автомобілі йшли під маркою Piccard & Pictet, або скорочено Pic-Pic. У цей час фірма відмовляється від ліцензійної продукції і готує власний ряд моделей, який складався з трьох 4-циліндрових моделей — 14/16HP з 2.4 л мотором, 18/24HP з 3.5 л і 20/24HP з 3.8 л, через рік Леон Дуфу (головний конструктор фірми) вирішує розширити модельний ряд, а заодно запропонувати прискіпливим покупцям новомодний безклапанний мотор, який вже пропонували своїм клієнтам такі гранди, як Panhard & Levassor, Minerva і британський Daimler. Однак і цього разу пішли шляхом покупки ліцензії, Пікте купує один золотниковий двигун системи Берта МакКоллумна, запатентований шотландською фірмою Argyll. Первісток з золотниковим мотором, об'ємом 3 літри, мав ряд цікавих рішень, так машина мала 4-ступінчасту коробку передач, причому виконана вона була в єдиному елементі з блоком двигуна, гальмо задіювало не колеса, а кардан, шасі оснастили гідравлічними амортизаторами. Швейцарці дуже ретельно підходили до виготовлення автомобілів (позначився досвід виготовлення точних приладів), які починають порівнювати з англійською продукцією фірми Rolls-Royce, однак при цьому Pic-Pic були дешевші, оскільки фірма, головною спеціалізацією якої були гідроагрегати та інші механізми, могла собі дозволити виробництво по низькій рентабельності, що нітрохи не позначалося на надійності апаратів. Наприклад, машини, замовлені швейцарською армією ще до Першої світової війни, були в строю до самого початку Другої світової війни.

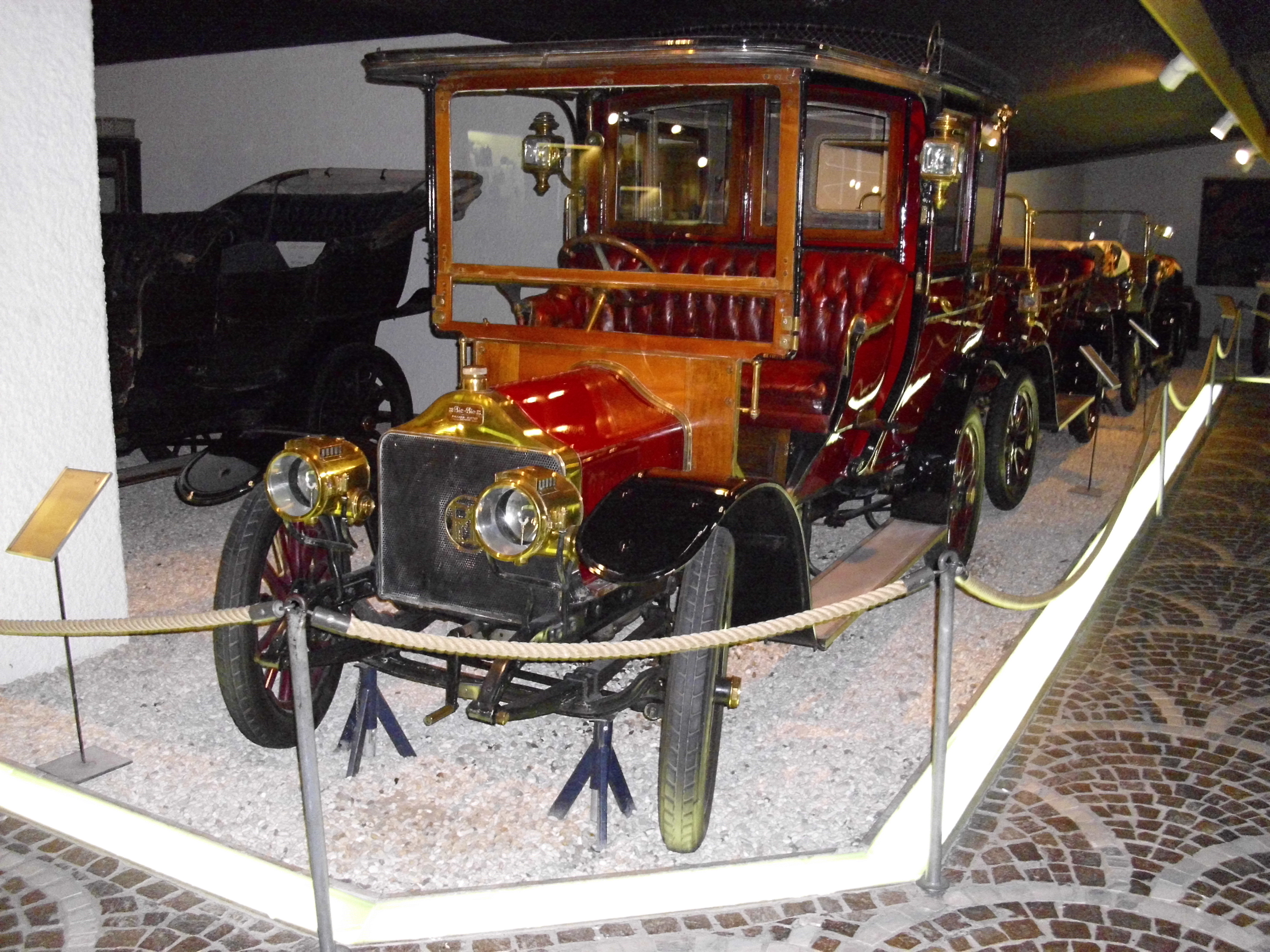
Pic-Pic Type D2 14/16HP Coupe-Chaffeur Gangloff

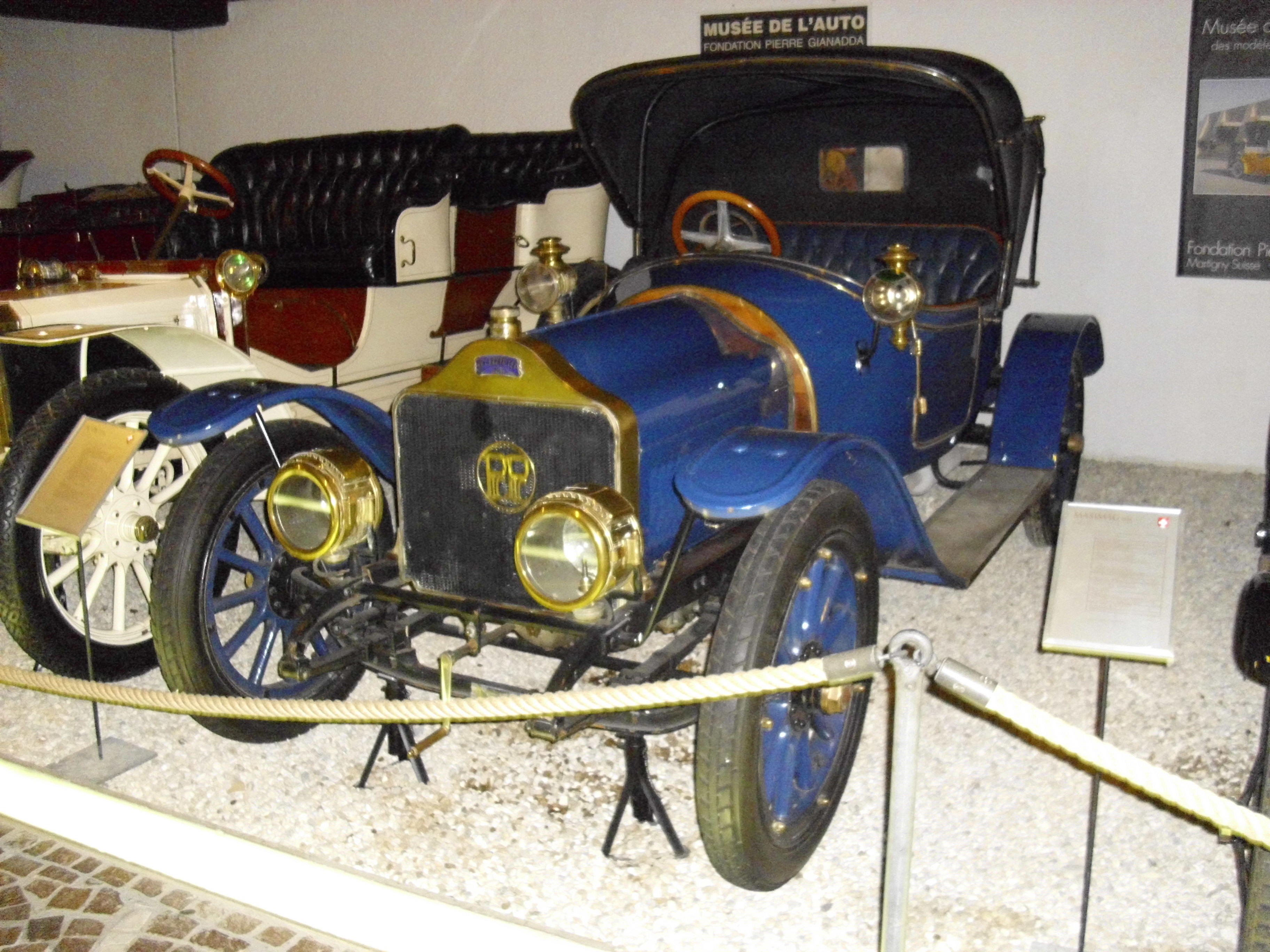
Pic-Pic Type F2 20/30НР Roadster Gangloff

У 1912 році головний інженер Леон Дуфу готує нові автомобілі власної конструкції, під капотом яких були клапанні двигуни, в яких клапани мали бічне розташування. Вони могли похвалитися змащенням під тиском, термосифонним охолодженням з вентилятором і запалюванням від магнето. Коробка передач отримала 4 ступені, що було необхідно в гірських умовах країни, підвіска була дуже комфортною — напівеліптичні ресори спереду і ззаду три-чверті еліптичні, фрикційні амортизатори пропонувалися за доплату. У тому ж році в Парижі демонструються нові моделі: 30/40НР з золотниковим мотором, об'ємом 4.7 л, і модель 20/30НР зі звичайним традиційним мотором 4.3 л, перша подавалася як машина люкс класу, друга бачилася виробником в основному як спортивна. Остання непогано показала себе в ралі на витривалість «Coupe de la Gruyere» і виграла «Часовий заїзд», який проходив у Буенос-Айресі.
У 1912 році кайзер Вільгельм II виявив бажання бути присутнім на військових маневрах 3 корпусу армії Швейцарської Конфедерації, то уряд Швейцарії відразу замовив у фірми шестициліндровий автомобіль із золотниковим двигуном, на шасі якого встановили кузов ландоле. Особистим водієм німецького імператора став головний інженер фірми — Дуфу. Відразу після того, як маневри скінчилися, автомобіль був проданий одному багатому клієнту з Цюриха, який захотів собі автомобіль з-під найяснішої особи.

Pic-Pic MIV 20/30HP Coupe Chaffeur Gangloff

Pic-Pic 16/20HP

У 1913 році з'являється 16/20НР з 2.8 л мотором, який мав тарілчасті клапани, через рік з'являється 3-літрова безклапанна модель 16/20НР. На виставці 1914 року в Берні на стенді стояло два шасі і чотири вже одягнених у різні кузови автомобіля. Дешевші машини продавалися у вигляді голих шасі, а ось найбільш дорогі моделі продавалися вже комплектними, крім цього більш дорогі машини оснащувалися електричним освітленням фірми Bosch, швидкознімними колесами Rudge-Whitworth, електричним домкратом. На той момент в Швейцарії значилося на обліку 332 автомобіля марок SAG і Pic-Pic, більше було тільки автомобілів марки Martini.

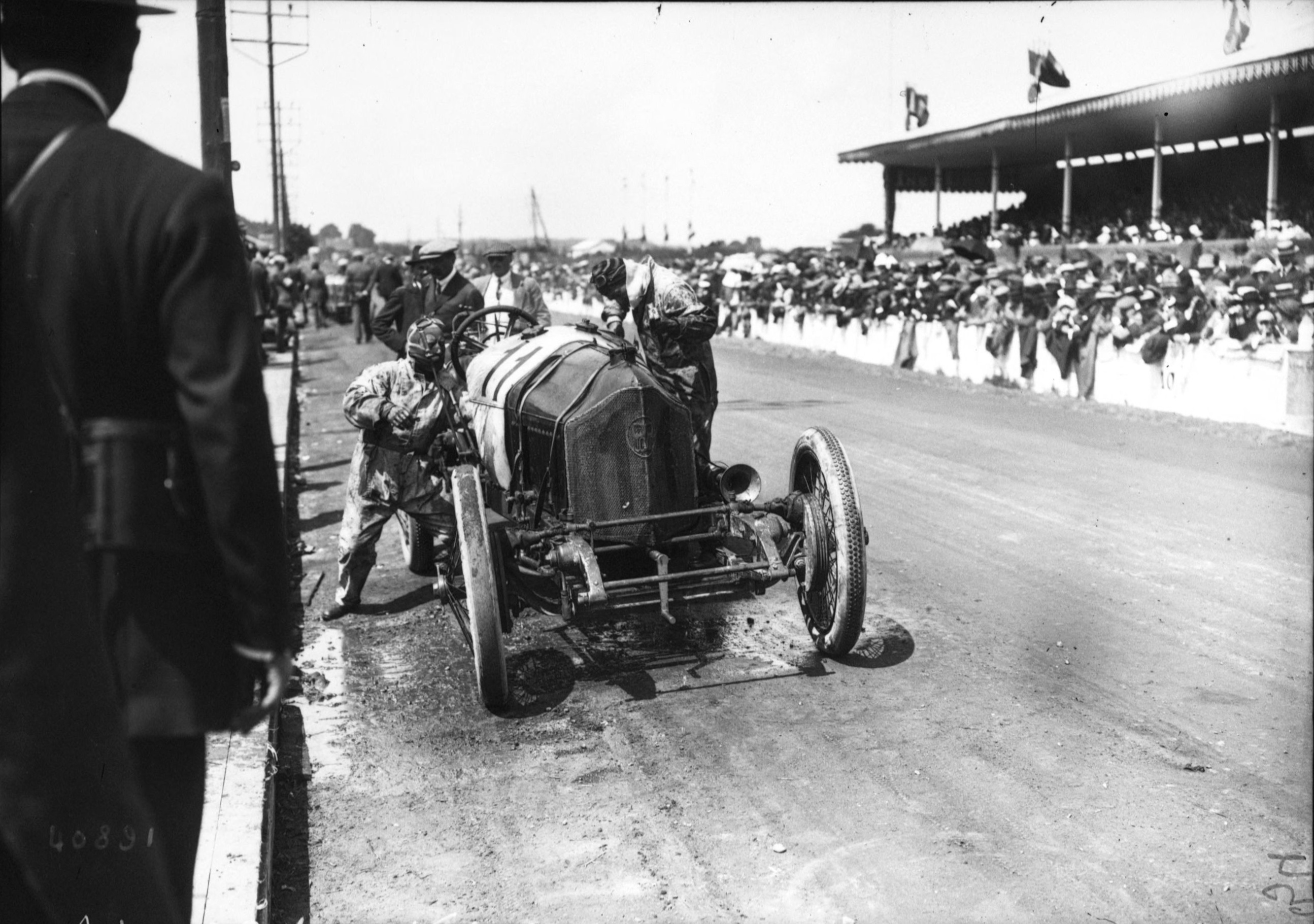
Гоночний Pic-Pic на Гран-прі Франції

Тоді ж для участі в гонках на кубок Автомобільного клубу Франції будується спортивний автомобіль з 4.5 л безклапанним двигуном, потужність мотора склала 107 к.с.. Машина була обладнана гальмами всіх коліс, позначилися близькі стосунки з шотландцями, оскільки гальмівна система стояла типу Перро. На гонки було виставлено два екіпажі, за кермом одного з них сидів заводський випробувач Поль Турньє, за кермом другого боліда — британський новачок Тео Кларк. Молодий водій не особливо проявив себе на кваліфікації, тому стартував з 25 позиції, проте незабаром він обігнав майже всіх суперників, попереду нього були два гоночних автомобілі марки Vauxhall. До кінця третього етапу лідери зійшли з траси і тон тепер задавав Pic-Pic, за кермом якого сидів Кларк, проте машина не витримала темпу і зламалася на дев'ятому колі, при цьому Кларк встиг поставити рекорд траси, показавши середню швидкість кола в 170 км/год. Турньє, який стартував з 24 позиції, був досвідченіший і холоднокровніший британця, тому його машина протрималася до 19, передостаннього кола. Виграв тоді «Мерседес» під керуванням Лаутеншлагера.
Під час Першої світової війни Швейцарія тримала нейтралітет, але це не завадило підприємствам, що перебували на території країни, продавати зброю і техніку всім сторонам конфлікту. У 1916 році лейтенант французької армії Ів Поль Гастон Ле Прьє винаходить ракети системи «повітря-повітря», випробувати їх він вирішує на землі. Елементи літака Voisin були встановлені на автомобіль Pic-Pic, ця конструкція могла розвивати 120 км/год, так що досвід пройшов вдало, і незабаром ракети були прийняті на озброєння французької та союзницьких армій. Ле Прьє сконструював один з перших аквалангів, який вже потім був вдосконалений Жак-Ів Кусто.

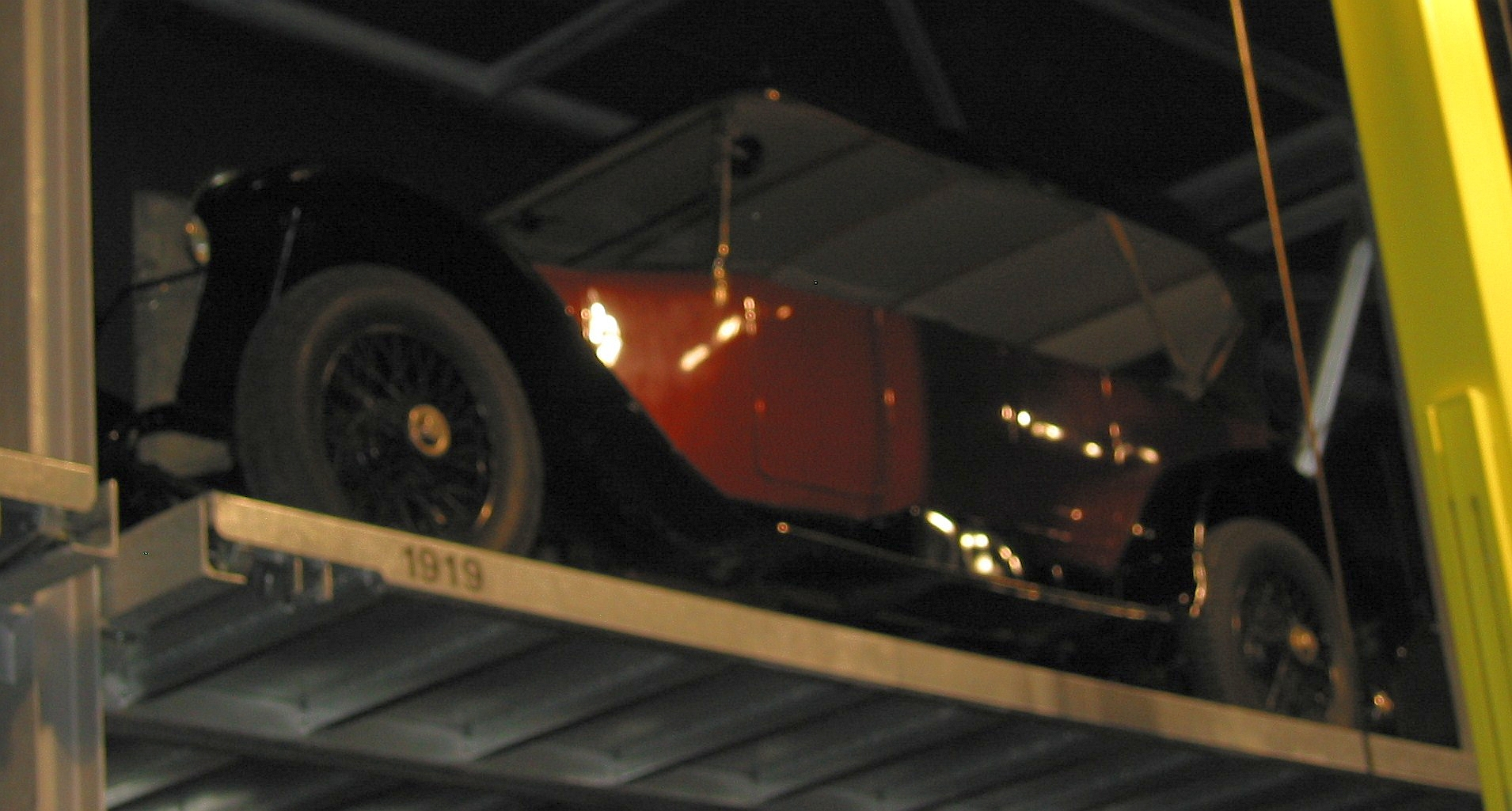
Pic-Pic R2 16/45HP Torpedo SS

За час війни завод Piccard & Pictet збільшив свій штат майже в шість разів, тепер на ньому працювало 7500 чоловік, в основному жінки. Виробництво автомобілів було призупинено, а випускала фірма військову амуніцію. Чистий прибуток в 1916 році склав 4 000 000 франків, через рік фірма заробила 2.5 млн франків, проте незабаром війна сходить нанівець, а з нею і прибуток. У 1919 році Piccard & Pictet et Cie планував відновити виробництво автомобілів, партнером по бізнесу погоджується виступити французька авіаційна компанія Gnome & Rhone. Планувалося випускати до 1000 автомобілів на рік, закуповується велика кількість верстатів та іншого обладнання. Але цей рік закінчується зі знаком мінус — збиток у 1.5 млн франків, далі гірше. Фірма набрала кредитів на 10 000 000 франків, сподіваючись на майбутні замовлення, однак банку Société de Banque Suisse було все-одно, як йдуть справи у кредитора. Вже через рік борг компанії склав 24 млн франків.

## Припинення виробництва автомобілів. Закриття компанії
У лютому 1920 року фірма оголошує про своє банкрутство, у березні 1921 року компанія викуповується акціонерним товариством Ateliers des Charmilles SA, яка бажає зберегти бренд, виготовляти машини береться фірма Gnome & Rhone, при співпраці з якою була розроблена модель R2 16/45HP з 3-літровим 4-циліндровим золотниковим двигуном, основні приміщення в Швейцарії були зайняті виробництвом турбін та інших механізмів. Але шляхетним планам не судилося збутися, конкурувати з американськими машинами було складно, плюс післявоєнна економічна криза заважала збуту продукції, і в 1923 році востаннє були видані заводські каталоги, фірма пропонувала своїм клієнтам сервісне обслуговування і запасні частини, але от машини більше не сходили з конвеєра заводу. У 1924 році Gnome & Rhone виставляють на Женевському автосалоні новий автомобіль R3 з V8 5.9 л двигуном золотникового типу, однак цей проект так і залишився незатребуваним, оскільки більше жоден автомобіль марки Pic-Pic не був побудований.

## Подальше життя засновників компанії
Піккар відійшов від справ, йому було 80, коли фірма оголосила про свою неспроможність, він усамітнився на віллі в Лозанні, де у віці 85 років, тобто в 1929 році, його не стало. Дворянин Пікте ще під час Першої світової створив збройову компанію «La Précision», яка після війни найняла конструкторів Роберта Фяша і Де Сожі. Інженери побудували прототипи тракторів, на які встановили французькі 25-сильні двигуни фірми Rochet-Schneider. Крім цього було побудовано ще кілька агрокультурних агрегатів, і все велося до серійного виробництва подібної техніки, але в 1920 році один за одним помирають спочатку Фярш, потім Де Сожі. Компанію викупив тепер уже колишній головний конструктор фірми Piccard & Pictet — Леон Дуфу, який перейменовує «La Précision» в Société Industrielle de Machines Agricoles Rotatives SA. У 1922 році він починає випускати легкі і важкі трактори, в 1978 році фірма припинила виробництво тракторів, і проіснувала до 1985 року, випускаючи продукцію з листового металу.
Люсьєн Пікте після того як продав свої частки компаній, співвласником яких був, переїхав до Парижа, де заснував оптичну фірму, якою керував до самої своєї смерті в 1928 році. Пікте і Піккар залишили після себе нащадків, які відомі в науковому середовищі, один з нащадків Піккара винайшов батискаф (який спустився в Маріанську западину), другий винайшов капсулу, в якій ще в 1931 році він зміг піднятися в стратосферу на висоту в 15 км
З 3000 випущених автомобілів в наші дні можна побачити тільки вісім примірників, з них половина з клапанними моторами, і половина із золотниковими.

## Список автомобілів SAG
- 1906 — SAG 12/16HP
  - SAG 20/24HP
  - SAG 40/50HP
- 1907 — SAG 28/40HP

## Список автомобілів Pic-Pic
- 1910 — Pic-Pic 14/16HP
  - Pic-Pic 18/24HP
  - Pic-Pic 20/24HP
- 1912 — Pic-Pic 30/40HP
  - Pic-Pic 20/30HP
  - Pic-Pic 40НР
- 1913 — Pic-Pic 16/20HP
- 1921 — Pic-Pic R2